# خورخي كورسي
خورخي كورسي (بالإسبانية: Jorge Corsi)‏ هو عالم نفس أرجنتيني، ولد في 1948 في الأرجنتين.